# Ораон
Ораон или Курух (ораон: Oṛāōn) су етничка група која претежно настањује источне и централне делове Индије. Дравидског су порекла, сродни су народу Брахуи који већином живи у Пакистану и Авганистану. Сматрају се једним од домородачких народа јужне Азије. Осим у Индији, велики број Ораона живи у Непалу, Мјанмару, Бангладешу и Бутану. Претежно говоре ораон језиком, језиком дравидске језичке породице.
Процењује се да припадника овог народа има 4 милиона, од тога 3,8 милиона у Индији, 60.000 у Бангладешу и 20.000 у Бутану. Овај народ спада у аустралоидни расни тип, као и већина дравидских народа.

## Етимологија
Не постоји сагласност о пореклу овог имена. Претпоставља се да је термин Ораон (Oṛāōn) додељен од стране народа Мунда, што значи „лутати“ са превода на српски језик, јер се верује да су Ораони номадски народ.

## Порекло
Према научницима, преци овог народа потичу из савезне државе Конкан на западу Индије одакле су населили источне крајеве ове државе.

## Култура
Готра, или систем Тотем има веома значајну улогу у социјалној структури овог народа. Међу Ораонима, верује се да је Готра систем био директно повезан са богом Дармешом. Готра значи да свака породица у овом народу следи корене својих предака, тако да је свака породица у овом народу следила корене свог бога Готру. Такође се верује да су повољна жива бића помогла прецима својих породица да изађу из тешких времена.

## Религија
Кроз историју, Ораони су углавном били хиндуистичке вере. Међутим, то се променило због утицаја хришћанских мисионара који су ширили хришћанство на подручју Индије.
Око 57% становништва су хиндуисти, иако има доста хришћана (30%), подељених на католике и протестанте, као и сарнаиста (18%) чија је религија базирана на култу духова предака.